# Diana Amft
Diana Amft, née le 7 novembre 1975 à Gütersloh en Allemagne, est une actrice allemande. 
Elle est notamment connue pour son rôle du Dr Meg Haase dans la série télévisée Le Journal de Meg.

## Biographie
Elle est née à Gütersloh en Allemagne. Fille d'un concierge, elle a grandi à Herzebrock ( Rhénanie-du-Nord-Westphalie).  Elle commença par travailler dans un vidéo-club. Elle a complété sa formation professionnelle comme Commis judiciaire au Amtsgericht Rheda-Wiedenbrück. Elle a pris des cours de chant sans succès à la Folkwang Hochschule à Essen.

## Carrière
Elle a été acceptée à la Schauspielschule Zerboni à Munich quand elle avait vingt ans, et après des apparitions dans le théâtre, elle a été jetée ses premiers rôles à la télévision en 1999. Elle est devenue plus connue grâce à son rôle dans de Inken dans le film Girls and Sex, et dans sa suite Girls and Sex 2.
Elle est notamment connue pour son rôle du Dr. Meg/Gretchen Haase dans la série télévisée Le Journal de Meg.

## Filmographie

### Cinéma

#### Longs métrages
- 2001 : Girls and Sex (Mädchen, Mädchen) de Dennis Gansel : Inken
- 2002 : Knallharte Jungs (de) de Granz Henman : Maja Paradis
- 2003 : Ganz und Gar de Marco Kreuzpaintner : Alex
- 2004 : Girls and Sex 2 (Mädchen, Mädchen 2) de Peter Gersina : Inken
- 2010 : Teufelskicker (de) de Granz Henman : la mère de Moritz
- 2012 : 9 mois de réflexion (Frisch gepresst) de Christine Hartmann : Andrea Schnidt
- 2013 : Im weißen Rössl – Wehe Du singst! (de) de Christian Theede : Ottilie Giesecke
- 2014 : Die Vampirschwestern 2 – Fledermäuse im Bauch (de) de Wolfgang Groos : l'infirmière Ursula
- 2016 : Die Vampirschwestern 3 – Reise nach Transsilvanien (de) de Tim Trachte : l’infirmière Ursula

#### Courts métrages
- 2000 : Auszeit de Michael Stehle : Blanca
- 2005 : Princes(s) de Konrad Sattler : Stella

### Télévision

#### Téléfilms
- 1999 : Unschuldige Biester de Stefan Schneider : Kathi
- 2000 : Eine Liebe auf Mallorca 2 de Michael Steinke : Susan Sander
- 2001 : Eine Liebe auf Mallorca 3 de Hans Liechti : Susan Sander
- 2005 : Vernunft & Gefühl de Dagmar Damek : Nathalie Schulz
- 2007 : Der geheimnisvolle Schwiegersohn de Michael Rowitz : Greta Litschka
- 2007 : Innere Werte de Jan Schomburg : une policière
- 2008 : Zwei Zivis zum Knutschen de Matthias Lehmann : Ellen
- 2010 : Liebe und andere Delikatessen (de) de Matthias Tiefenbacher : Franka Lauth
- 2010 : Le Fantôme de mes rêves (Kein Geist für alle Fälle) de Ulli Baumann : Jana Schuber
- 2010 : Der Bulle und das Landei (de) de Hajo Gies : Kati Biever
- 2011 : Pour quelques kilos en trop (de) de Holger Haase : Eva Brand
- 2011 : Der Bulle und das Landei – Babyblues de Thomas Nennstiel : Kati Biever
- 2012 : Un sarcophage pour deux (de) de Sophie Allet-Coche : Dana Geiss
- 2012 : Obendrüber, da schneit es (de) de Vivian Naefe : Miriam Kirsch
- 2013 : Der Bulle und das Landei – Ich sehe was, was du nicht siehst und das ist … tot de Josh Broecker : Kati Biever
- 2014 : Wir tun es für Geld (de) de Manfred Stelzer : Ines
- 2014 : Der Bulle und das Landei – Von Mäusen, Miezen und Moneten de Vivian Naefe : Kati Biever
- 2015 : Der Bulle und das Landei – Wo die Liebe hinfällt de Torsten Wacker : Kati Biever
- 2016 : Der Bulle und das Landei – Goldrausch de Torsten Wacker : Kati Bierver
- 2017 : Katie Fforde – Bellas Gluck de Frauke Thielecke : Bella Castle

#### Séries télévisées
- 1999 : Zwei Männer am Herd : Dorothea "Dörte" Schönberg (7 épisodes)
- 2001 : Der Ermittler : Lotte Jansen (1 épisode)
- 2002 : Un cas pour deux : Lara/Katharina (1 épisode)
- 2002 : En quête de preuves : Nathalie Schell (1 épisode)
- 2002 : Das Traumschiff : Patricia Berger (1 épisode)
- 2000-2007 : Soko brigade des stups (SOKO 5113) : Stéphanie/Lena/Almut/ Stefanie (4 épisodes)
- 2005 : D'Artagnan et les Trois Mousquetaires de Pierre Aknine : Constance Bonacieux (2 épisodes)
- 2005 : Alerte Cobra : Nathalie (1 épisode)
- 2006-2008 : Maja Comedy : Maja
- 2007 : Die ProSieben Märchenstunde : Vroni
- 2008 : Utta Danella – Das Geheimnis unserer Liebe : Franziska Wieser
- 2008 : Maja : Maja Mia Müller (10 épisodes)
- 2008-2011 : Le Journal de Meg : Dr Margarete « Gretchen » (en VO) / Meg (en VF) Haase (22 épisodes)
- 2013 : Christine. Perfeckt war gestern! : Christine Wagner (8 épisodes)
- 2014-2015 : Josephine Klick - Allein unter Cops : Josephine Klick (12 épisodes)

### Doublage
- 2002 : Stuart Little 2 : Margalo (voix allemande)
- 2009 : Monsters vs. Aliens : Susan (voix allemande)

## Récompenses
- 2009 Bayerischer Fernsehpreis, le « prix bavarois de la télévision », en tant que meilleure actrice, dans la catégorie « séries télévisées » pour son rôle dans la série Le Journal de Meg.